# Vrancea, Mehedinți
Vrancea este un sat în comuna Burila Mare din județul Mehedinți, Oltenia, România.